# Rodolphe Rano
Rodolphe Rano (16 aprile 1972) è un ex calciatore francese, di ruolo attaccante.

## Carriera

### Club
Ha cominciato a giocare nel New Club Petite-Bourg. Nel 1991 è stato acquistato dal Club Franciscain. Nel 1998 è tornato al New Club Petite-Bourg, con cui ha concluso la propria carriera nel 2012.

### Nazionale
Ha debuttato in Nazionale nel 1996. Ha partecipato, con la Nazionale, alla CONCACAF Gold Cup 2002.